# Angraecum tenuifolium
Espèce
Statut CITES
Angraecum tenuifolium est une espèce de plante de la famille des orchidées. Elle est endémique de l'île de La Réunion, département d'outre-mer français dans le sud-ouest de l'océan Indien.